# Сушица (притока Ђетиње)
На северу се масив Златибора који чине серпентине наслања на кречњачки масив Таре који је пропустљивији за водене токове. Од већих река, на овом простору се налази Сушица, која је и добила име по томе што лети пресушује и нестаје у кречњачком тлу. Река Сушица је понорница и дугачка је 26 км. Извире испод Груде, тече кроз Шљивовицу, Бранешце и Ристановића поље након кога улази у клисуру реке Ђетињу у коју се улива. Значајним делом свог тока, у сушном периоду године, не излази испод површине тла, а у кишним периодима постаје плавна. Веће притоке су јој Џамбића поток, Грабовица и Криваја.